# Showtime, Storytime
Albums de Nightwish
Made in Hong Kong (And in Various Other Places)
(2009)
Showtime, Storytime est le titre d’un double Blu-ray, DVD et CD live du groupe finlandais Nightwish enregistré le 3 août 2013 au Wacken Open Air à Wacken, en Allemagne.

## Informations diverses
Showtime, Storytime est le premier album de Nightwish avec Floor Jansen en tant que chanteuse. À l'origine, elle devait temporairement remplacer la précédente chanteuse, Anette Olzon, pour la fin de la tournée du groupe car elle avait fait un malaise avant de monter sur scène. Le 9 octobre 2013, le groupe annonce qu'elle devient un membre permanent du groupe avec Troy Donockley.
Le concert dure 1 heure et 38 minutes. L'album contient également un documentaire de 120 minutes, appelé "Please Learn the Setlist in 48 Hours", concernant l'intégration et les premiers jours de Floor Jansen, alors toujours membre temporaire, au sein du groupe,,,,,.

## Liste des titres
| No  | Titre                        | Durée |
| --- | ---------------------------- | ----- |
| 1.  | Dark Chest of Wonders (live) |       |
| 2.  | Wish I Had an Angel (live)   |       |
| 3.  | She Is My Sin (live)         |       |
| 4.  | Ghost River (live)           |       |
| 5.  | Ever Dream (live)            |       |
| 6.  | Storytime (live)             |       |
| 7.  | I Want My Tears Back (live)  |       |
| 8.  | Nemo (live)                  |       |
| 9.  | Last of the Wilds (live)     |       |
| 10. | Bless the Child (live)       |       |
| 11. | Romanticide (live)           |       |
| 12. | Amaranth (live)              |       |
| 13. | Ghost Love Score (live)      |       |
| 14. | Song of Myself (live)        |       |
| 15. | Last Ride of the Day (live)  |       |
| 16. | Imaginaerum (outro, live)    |       |

- (en) Cet article est partiellement ou en totalité issu de l’article de Wikipédia en anglais intitulé « Showtime, Storytime » (voir la liste des auteurs).